# 昂格尔附近拜尔多夫
昂格尔附近拜尔多夫（德語：Baierdorf bei Anger）是奥地利施泰尔马克州魏茨县的一个市镇。总面积平方公里，总人口1706人，人口密度105人/平方公里（2005年）。